# Зиняки
Зиняки (рос. Зиняки) — село в Городецькому районі Нижньогородської області Російської Федерації.
Населення становить 1041 особу. Входить до складу муніципального утворення Зиняковська сільрада.

## Історія
Від 2009 року входить до складу муніципального утворення Зиняковська сільрада.

## Населення
| 2002 | 2010  |
| ---- | ----- |
| 1048 | ↘1041 |